# WMFR (station de radio)
Pour l’article homonyme, voir WMFR.
WMFR (1230 AM) est une station de radio sportive américaine basée à High Point, en Caroline du Nord et couvrant la région dite de la triade de Piedmont. La station appartient au groupe Curtis Media et diffuse les programmes du réseau ESPN Radio auquel elle est affiliée.

## Historique
La première diffusion s'est déroulée le 15 octobre 1935.